# Héctor Rodríguez Mestre
Héctor Rodríguez Mestre (Massamagrell, 1988), més conegut com a Héctor II, és un jugador professional de pilota valenciana, punter en la modalitat d'escala i corda, en nòmina de l'empresa ValNet. Va debutar al Trinquet de Pelayo (València) el 2003. Va guanyar el Circuit Bancaixa l'any que hi va debutar, el 2009, fent trio amb Genovés II i Salva Amb Fageca i Colau II, en 2015 es classificaren per a la final del Tio Pena.
Amb Miguel i Pere, tornaria a guanyar la Lliga en 2016.

## Palmarés
- Campió de la Lliga Caixa Popular: 2007
- Campió del Circuit Bancaixa: 2009, 2016.
- Campió de la Copa Diputació de València: 2009
- Subcampió de la Super Copa: 2009 i 2010
- Campió de la Copa Diputació de València de Promeses: 2010[5]
- Campió del Trofeu Ciutat de Dénia: 2010